# Nętkowo
Nętkowo (niem. Nantikow) – osada sołecka w Polsce położona w województwie zachodniopomorskim, w powiecie choszczeńskim, w gminie Recz. W latach 1975–1998 miejscowość administracyjnie należała do województwa gorzowskiego. W roku 2007 osada liczyła 444 mieszkańców. 

## Geografia
Osada leży ok. 4,5 km na wschód od Recza.

## Historia
Nętkowo jest osadą o rodowodzie średniowiecznym. Na początku XIV wieku osada należała do rodu von Wedel a w XVI wieku na terenie Nętkowa powstał folwark.
Od 1783 r. Nętkowo należało do mieszczańskiej rodziny Engman. W 1. poł. XIX wieku powstał folwark Netkówko, który od 1837 r. stanowił osobny majątek. W połowie XIX w. w osadzie zaczęła działać cegielnia z braku drewna opalana torfem. Na pocz. XIX w. założono w majątku park. Po II wojnie światowej dobra upaństwowiono, a w latach 70. XX wieku rozebrano resztki pałacu, który został zniszczony podczas wojny. Do 1991 r. działał tu Zakład Rolny w ramach Państwowego Gospodarstwa Rolnego w Reczu.

## Zabytki
Do wojewódzkiego rejestru zabytków wpisane są:
- ruiny kościoła ewangelickiego z 1897 r.
- cmentarz przykościelny, nieczynny.